# Roquerol fosc
El roquerol fosc (Ptyonoprogne concolor) és una espècie d'ocell de la família dels hirundínids (Hirundinidae). Es troba a la Xina, l'Índia, Laos, Malàisia, Myanmar, Nepal, el Pakistan, Tailàndia i Vietnam. Habita els penya-segats, roquissars i àrees urbanes. El seu estat de conservació es considera de risc mínim.